# Suhpalacsa subtrahens
Suhpalacsa subtrahens is een insect uit de familie van de vlinderhaften (Ascalaphidae), die tot de orde netvleugeligen (Neuroptera) behoort. 
Suhpalacsa subtrahens is voor het eerst wetenschappelijk beschreven door Walker in 1853.